# آرامگاه بی‌بی زلیخا
بقعه بی‌بی زلیخا مربوط به دوره قاجار است و در شهرستان بوشهر، بخش مرکزی، روستای چاهکوتاه واقع شده و این اثر در تاریخ ۲۶ اسفند ۱۳۸۶ با شمارهٔ ثبت ۲۲۱۷۶ به‌عنوان یکی از آثار ملی ایران به ثبت رسیده است.